# Théâtre Amok
Pour les articles homonymes, voir Amok.
Le Théâtre Amok est une compagnie de théâtre créée à Nantes en septembre 2002. 
Elle développe ses projets autour de trois axes :
1. Création : Rechercher et porter une parole polémique et poétique. Raconter et témoigner que le mythe habite au cœur de l'homme ;
2. Organisation d'événements, de rencontres entre artistes : musiciens, créateurs radio, cinéastes, traducteurs, écrivains, comédiens et metteurs en scène ;
3. Pédagogie : Inventer des utopies du comportement, accompagner la découverte de soi, de l'histoire du théâtre.

Le Théâtre Amok se compose des comédiens : Jean-Marie Lorvellec, Béatrice Templé, Ronan Cheviller.

## Créations
- L'Autre et Amont de Ronan Cheviller mai 2006

Création au Blockaus DY10, pendant Les Informels
- La Lune avec les dents, spectacle pour enfants de 3 à 10 ans juin 2005

Création au Carrefour théâtral de Bouvron. 35 représentations.
- Février de Ronan Cheviller mai 2005

Création au festival Chantier d'artistes, Le Lieu unique, scène nationale de Nantes
- Je m’écrase au fond du ciel avril 2005

textes de Shakespeare, Fitzgerald et Ronan Cheviller
images de Colas Ricard, son de Martin Gracineau
Création au Studio Théâtre de Nantes
« Une tragi-comédie déroutante ponctuée de belles et énigmatiques images. Les comédiens du Théâtre Amok occupent un espace narratif tout à fait singulier. L'expérience est parfaitement assumée par les trois compères. On est plutôt confiant : la petite entreprise Amok a devant elle de beaux ciels à explorer. » Isabelle Labarre, Ouest-France
- Crash in the sky, de Ronan Cheviller, novembre 2003

Impromptu sur la lutte politique des artistes menacés. Le Lieu unique, scène nationale de Nantes en novembre 2003
- Rashômon d'Akutagawa Ryunosuke, au Blockhaus DY10, avril 2003

« Le dépaysement est total. Les trois comédiens stylisent à merveille et font décoller l'histoire vers une épure abstraite. Une combinaison dont la subtilité est d'autant plus prégnante qu'elle s'exerce dans un carcan de béton brut » Daniel Morvan, Ouest-France.
- Petite combine pour l'Autre et Amont, mars 2003

Crée dans le cadre de la programmation La Combinatoire par l'association Mire.
- Venise, Vivaldi et la musique

Spectacle de La Folle Journée de Patrick Barbier sur une proposition de René Martin
- L'Amour sous la mitraille, 3 farces du Moyen Âge

Création au Théâtre du Cyclope de Nantes, septembre 2002
« Un spectacle tout en détail, un jeu inventif. Le texte roule, la pièce fait rire. » Pulsomatic